# Sárgacsíkos bülbül
A sárgacsíkos bülbül (Phyllastrephus flavostriatus) a madarak (Aves) osztályának verébalakúak (Passeriformes) rendjébe, ezen belül a bülbülfélék (Pycnonotidae) családjába tartozó faj.

## Rendszerezése
A fajt Richard Bowdler Sharpe angol zoológus és ornitológus írta le 1876-ben, az Andropadus nembe Andropadus flavostriatus néven.

## Alfajok
- Phyllastrephus flavostriatus olivaceogriseus (Reichenow, 1908) – keletközép-Kongói Demokratikus Köztársaság, nyugat-, délnyugat-Uganda, nyugat-Ruanda, észak-Burundi;
- Phyllastrephus flavostriatus graueri (Neumann, 1908) – északkelet-Kongói Demokratikus Köztársaság;
- Phyllastrephus flavostriatus kungwensis (Moreau, 1941) – nyugat-Tanzánia;
- Phyllastrephus flavostriatus tenuirostris (Fischer & Reichenow, 1884) – délkelet-Kenya, kelet-Tanzánia, északkelet-Mozambik;
- Phyllastrephus flavostriatus uzungwensis (Jensen & Stuart, 1982) – közép-Tanzánia;
- Phyllastrephus flavostriatus vincenti (C. H. B. Grant & Mackworth-Praed, 1940) – délkelet-Malawi, észak-Mozambik;
- Phyllastrephus flavostriatus flavostriatus (Sharpe, 1876) – dél-Mozambik, kelet-Zimbabwe, északkelet-, kelet-Dél-afrikai Köztársaság, északnyugat-Szváziföld.

## Előfordulása
Burundi, a Dél-afrikai Köztársaság, Kenya, a Kongói Demokratikus Köztársaság, Malawi, Mozambik, Ruanda, Szváziföld, Tanzánia, Uganda, Zambia és Zimbabwe területén honos.
Természetes élőhelyei a szubtrópusi vagy trópusi síkvidéki és hegyi esőerdők, valamint magaslati cserjések. Állandó, nem vonuló faj.

## Megjelenése
Testhossza 20 centiméter, testtömege 26–40 gramm.

## Életmódja
Többnyire rovarokkal táplálkozik.

## Természetvédelmi helyzete
Az elterjedési területe nagyon nagy, egyedszáma pedig stabil. A Természetvédelmi Világszövetség Vörös listáján nem fenyegetett fajként szerepel.